# Unió π Josephson
Una unió Josephson és un dispositiu de mecànica quàntica que està format per dos elèctrodes superconductors separats per una barrera (barrera de túnel aïllant prima, metall normal, semiconductor, ferroimant, etc.).
Una unió π Josephson és una unió de Josephson en què la fase φ de Josephson és igual a π en l'estat fonamental, és a dir, quan no s'aplica cap corrent extern o camp magnètic.

## Antecedents
El supercorrent Is a través d'una unió Josephson ve donat generalment per Is = Icsin(φ), on φ és la diferència de fase de les funcions d'ona superconductores dels dos elèctrodes, és a dir, la fase de Josephson.
El corrent crític Ic és el supercorrent màxim que pot existir a través de la unió Josephson. En l'experiment, es sol provocar una mica de corrent a través de la unió Josephson i la unió reacciona canviant la fase de Josephson. De la fórmula anterior queda clar que la fase φ = arcsin(I/Ic), on I és el (super)corrent aplicat.
Com que la fase és 2π-periòdica, és a dir, φ i φ + 2πn són físicament equivalents, sense perdre la generalitat, la discussió següent fa referència a l'interval 0 ≤ φ < 2π.
Quan no hi ha corrent (I = 0) a través de la unió Josephson (per exemple, quan la unió es desconnecta), la unió es troba en estat fonamental i la fase de Josephson a través d'ella és zero (φ = 0). La fase també pot ser φ = π, la qual cosa també fa que no hi hagi corrent a través de la unió. Resulta que l'estat amb φ = π és inestable i correspon al màxim d'energia de Josephson, mentre que l'estat φ = 0 correspon al mínim d'energia de Josephson i és un estat fonamental.
En determinats casos, es pot obtenir una unió Josephson on el corrent crític és negatiu (Ic < 0). En aquest cas, es converteix en la primera relació de Josephson
{\displaystyle I_{s}=-|I_{c}|\sin(\varphi )=|I_{c}|\sin(\varphi +\pi )}
L'estat fonamental d'aquesta cruïlla de Josephson és {\displaystyle \phi =\pi } i correspon al mínim d'energia de Josephson, mentre que l'estat convencional φ = 0 és inestable i correspon al màxim d'energia de Josephson. Tal unió Josephson amb {\displaystyle \phi =\pi } a l'estat fonamental s'anomena unió π Josephson.
Les unions π Josephson tenen propietats força inusuals. Per exemple, si es connecta (short) els elèctrodes superconductors amb la inductància L (per exemple, un cable superconductor), es pot esperar que el supercorrent espontani circuli pel bucle, passant per la unió i per la inductància en sentit horari o antihorari. Aquest supercorrent és espontani i pertany a l'estat fonamental del sistema. La direcció de la seva circulació s'escull a l'atzar. Per descomptat, aquest supercorrent induirà un camp magnètic que es pot detectar experimentalment. El flux magnètic que passa pel bucle tindrà el valor de 0 a la meitat dels quàntics de flux magnètic, és a dir, de 0 a Φ0/2, depenent del valor de la inductància L.

## Principis tecnològics i físics
- Unions Josephson ferromagnètiques. Considerem una unió Josephson amb una barrera Josephson ferromagnètica, és a dir, el superconductor multicapa Superconductor-Ferroimant-Superconductor (Superconductor-Ferromagnet-Superconductor, SFS) o Superconductor-Aïllant-Ferroimant-Superconductor (Superconductor-Insulator-Ferromagnet-Superconductor, SIFS). En aquestes estructures, el paràmetre d'ordre superconductor dins de la capa F oscil·la en la direcció perpendicular al pla d'unió. Com a resultat, per a determinats gruixos de la capa F i temperatures, el paràmetre d'ordre pot arribar a ser +1 en un elèctrode superconductor i -1 en l'altre elèctrode superconductor. En aquesta situació s'obté una unió π Josephson. S'ha de tenir en compte que dins de la capa F es produeix la competència de diferents solucions i la que té menys energia guanya. S'han fabricat diverses unions {\displaystyle \pi } ferromagnètiques:[2] unions SFS amb capes ferromagnètiques febles; unions SFS amb capes intercalades ferromagnètiques fortes (com ara les unions SIFS[3][4][5][6] de Co, Ni,[3] PdFe[7] i NiFe[8]); i unions S-Fi-S.[9]
- Unions Josephson amb simetria de paràmetres d'ordre no convencional. Els nous superconductors, especialment els superconductors de cuprat d'alta temperatura, tenen un paràmetre d'ordre superconductor anisòtrop que pot canviar el seu signe en funció de la direcció. En particular, un paràmetre d'ordre de l'ona d té un valor de +1 si es mira al llarg de l'eix del cristall a i -1 si es mira al llarg de l'eix del cristall b. Si es mira al llarg de la direcció ab (45° entre a i b), el paràmetre d'ordre s'esvaeix. En fer unions Josephson entre pel·lícules superconductores d'ona d amb diferents orientacions o entre superconductors d'ona d i superconductors isotròpics convencionals d'ona s, es pot obtenir un canvi de fase de {\displaystyle \pi }. Actualment hi ha diverses realitzacions d'unions π Josephson d'aquest tipus:
  - unions Josephson de límit de gra tricristall,[10]
  - unions Josephson del límit de gra tetracristall,[11][12]
  - unions Josephson d'ona d / ona s en rampa en ziga-zaga,[13][14][15][16]
  - unions Josephson de límit de gra gir d'inclinació,[17]
  - unions Josephson basades en ona p.
- Unions Josephson Superconductor-NormalMetal-Superconductor (SNS) amb distribució d'electrons no equilibrada a la capa N.[18]
- Unions Josephson Superconductor – Punt quàntic -superconductor (Superconductor-quantum dot-Superconductor, S-QuDot-S) (implementat per les unions Josephson de nanotubs de carboni).[19]

## Evolucions històriques
Teòricament, la primera vegada la possibilitat de crear una unió {\displaystyle \pi } Josephson va ser discutida per Bulaevskii et al. que va considerar una unió Josephson amb dispersió paramagnètica a la barrera. Gairebé una dècada després, la possibilitat de tenir una unió {\displaystyle \pi } Josephson es va discutir en el context dels superconductors d'ona p de fermió pesant.
Experimentalment, la primera unió {\displaystyle \pi } Josephson era una unió de cantonada feta de superconductors d'òxid de coure, bari i itri (ona d) i Pb (ona s). La primera prova inequívoca d'una unió {\displaystyle \pi } Josephson amb una barrera ferromagnètica es va donar només una dècada més tard. Aquest treball va utilitzar un ferroimant feble que consistia en un aliatge de coure-níquel (CuxNi1−x, amb x al voltant de 0,5) i el va optimitzar perquè la temperatura de Curie fos propera a la temperatura de transició superconductora dels cables de niobi superconductors.